# Medișoru Mare, Harghita
Medișoru Mare (maghiară Medesér) este un sat în comuna Șimonești din județul Harghita, Transilvania, România.

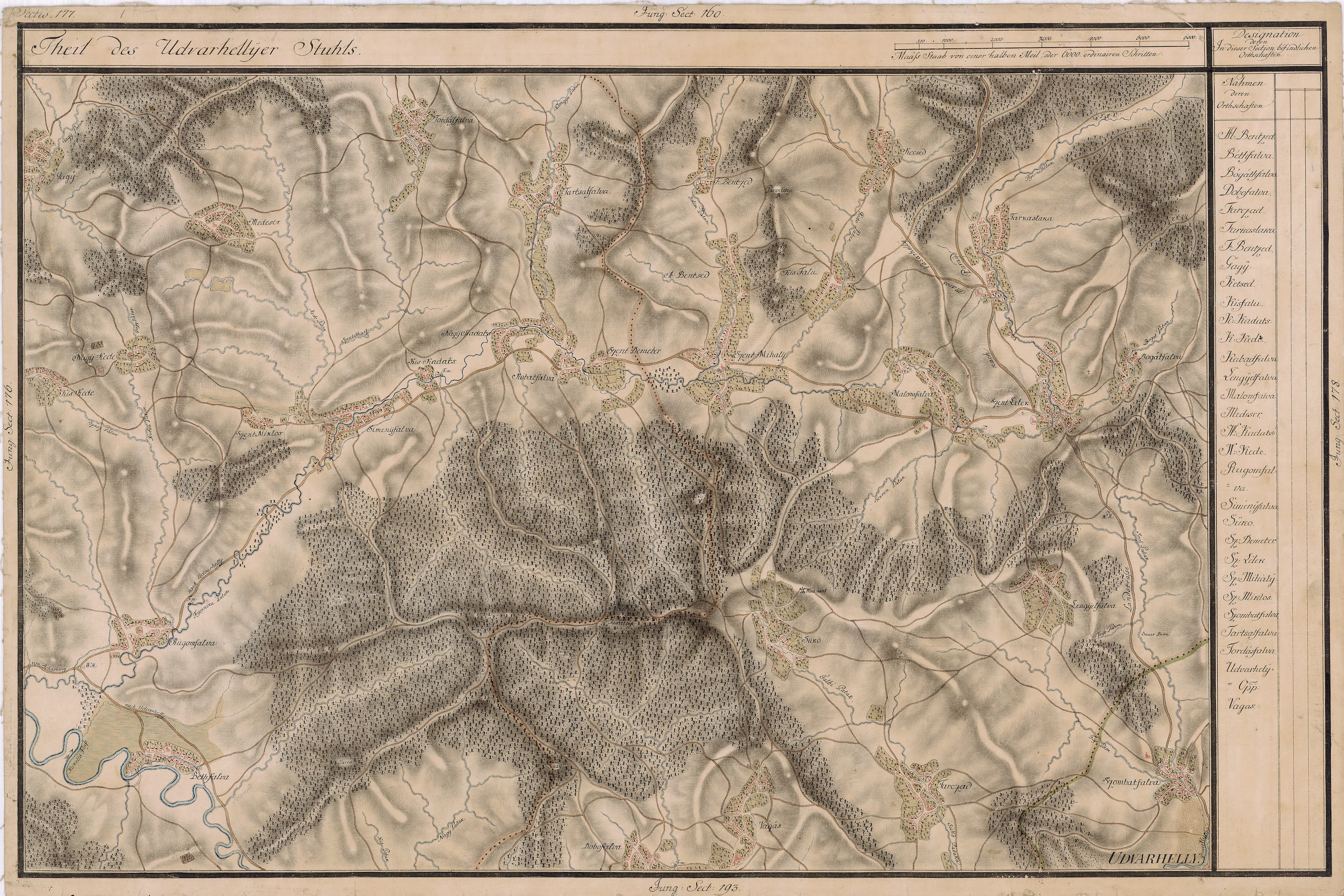
Medișoru Mare în Harta Iosefină a Transilvaniei, 1769-73

## Imagini

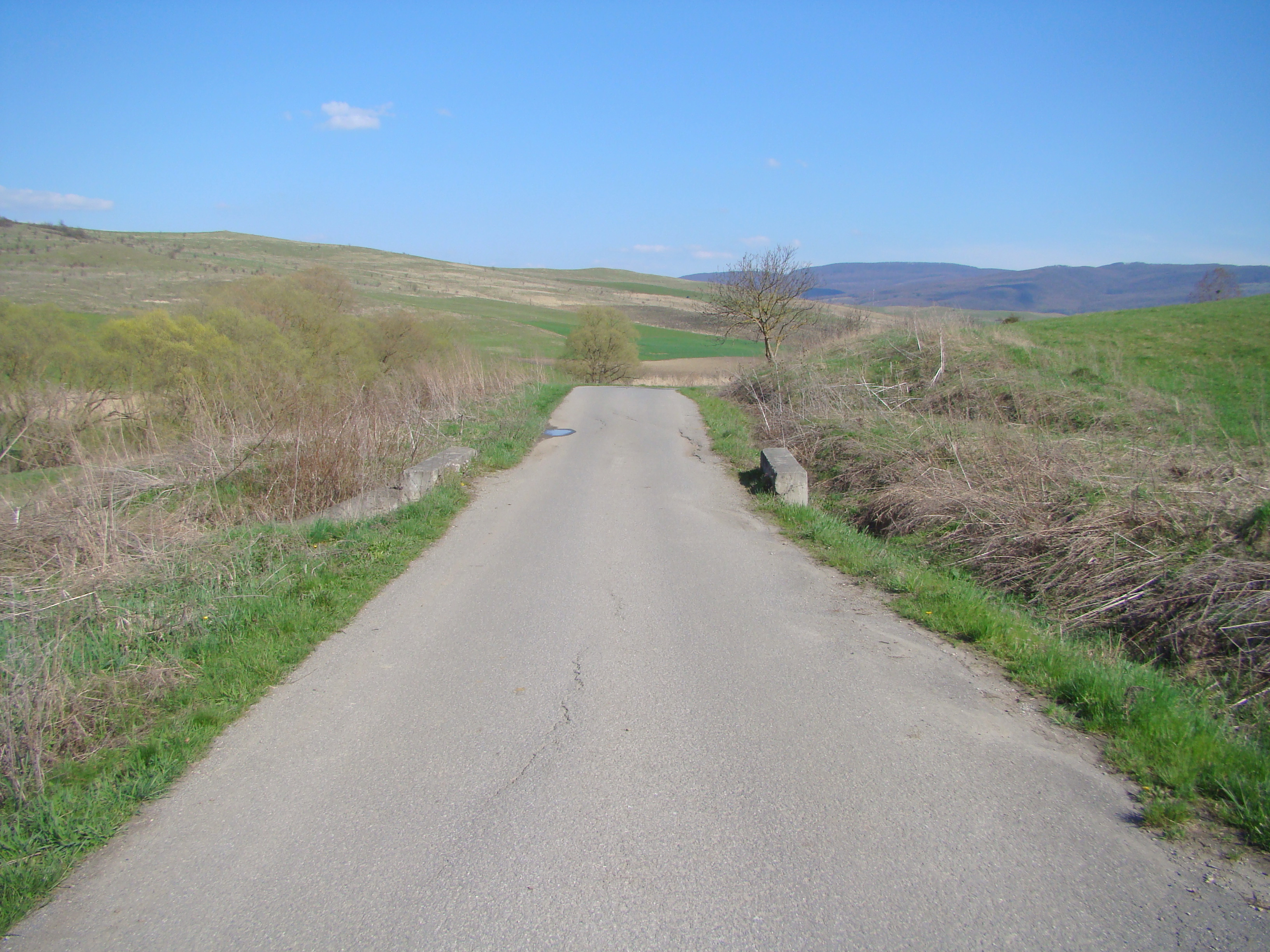
Drumul Șimonești-Medișoru Mare
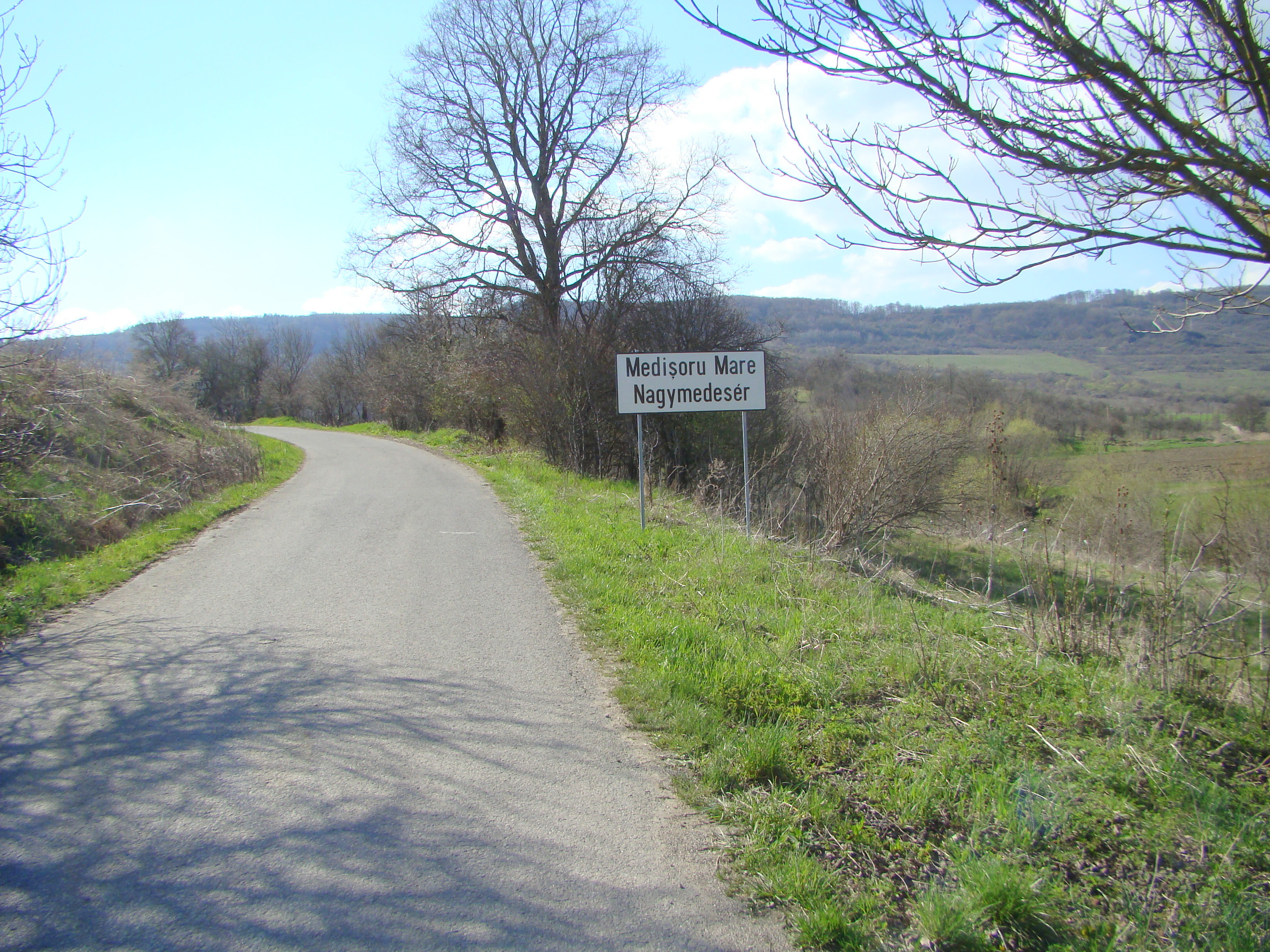
Intrarea în localitate
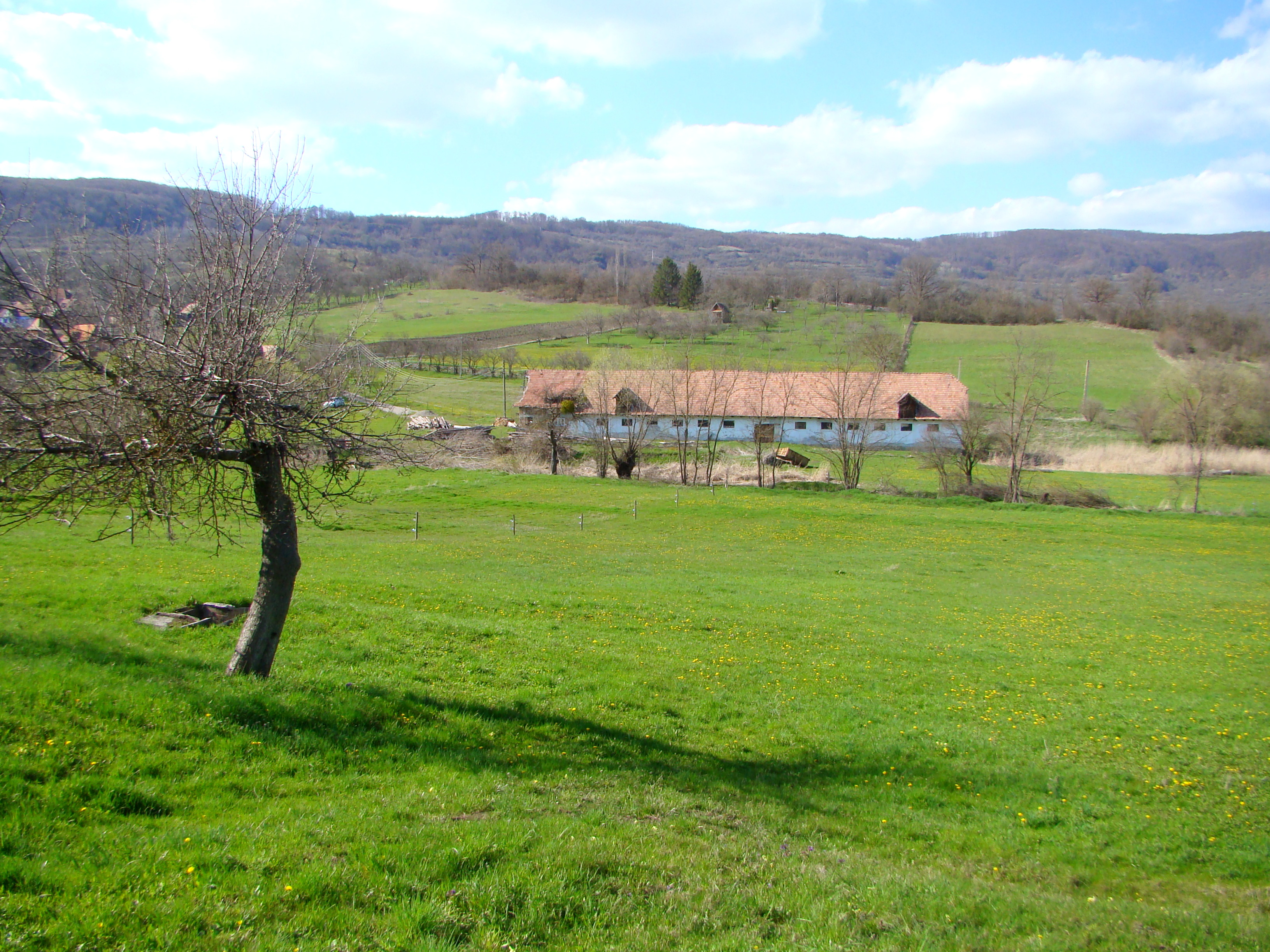
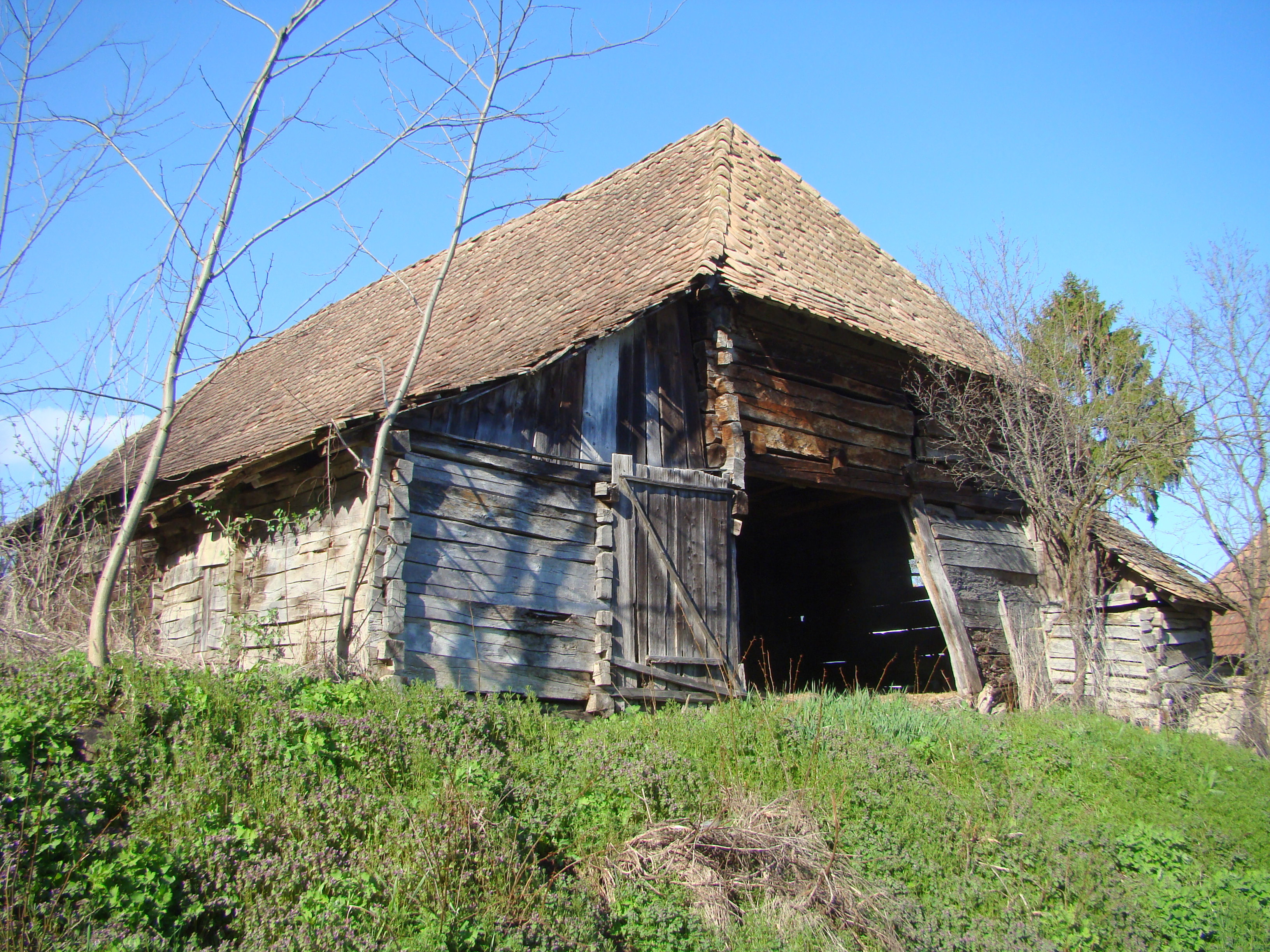
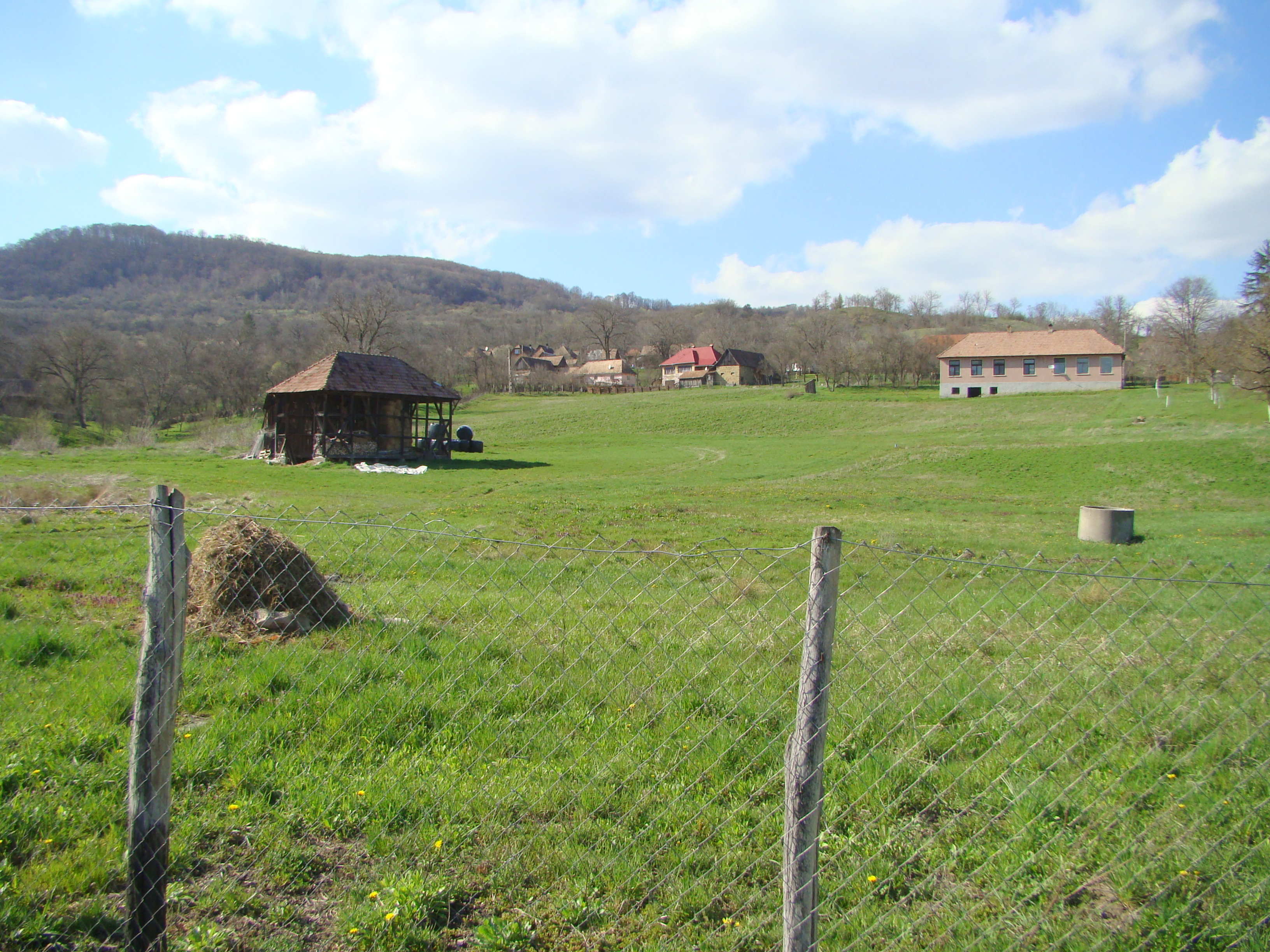
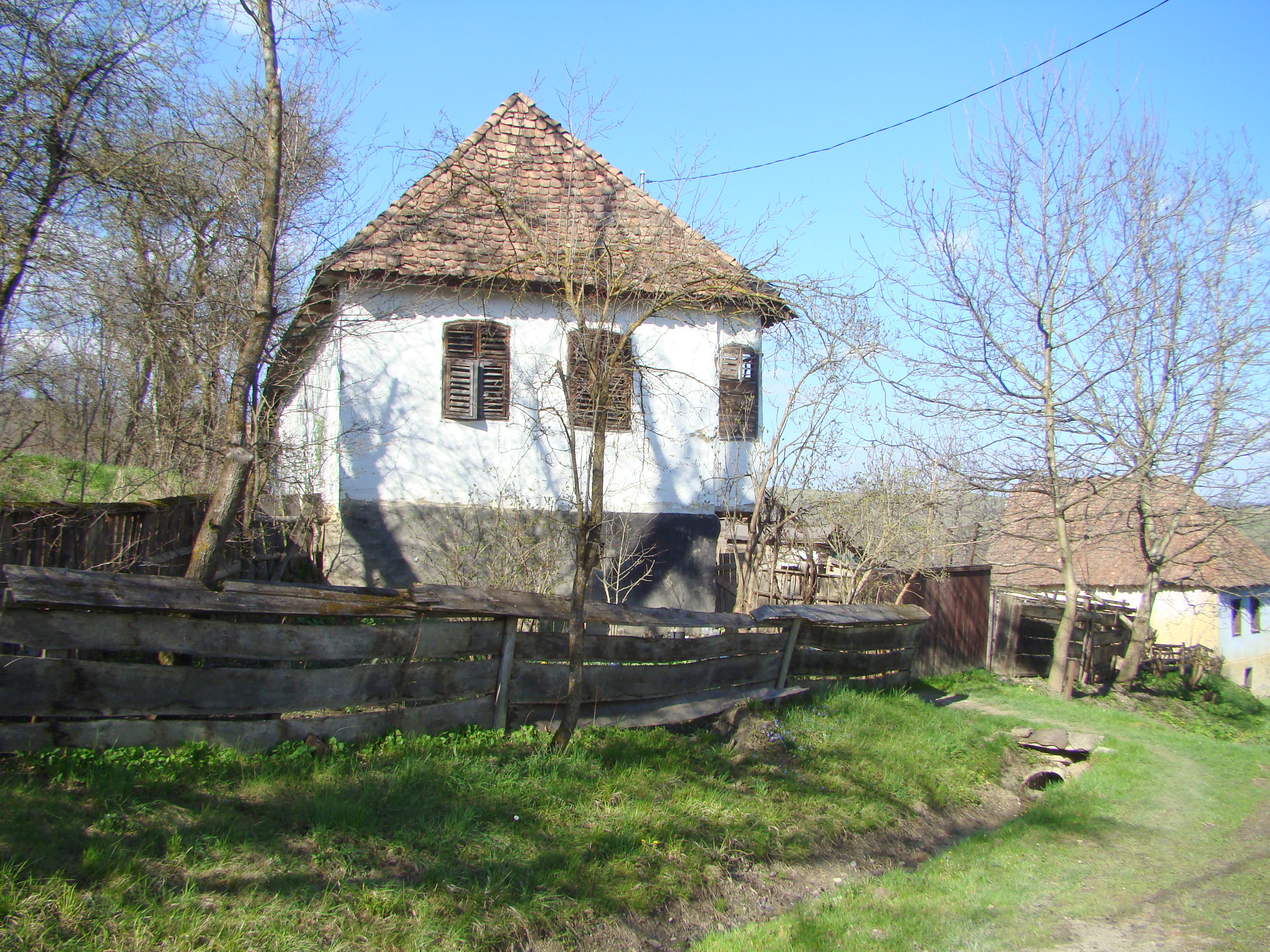
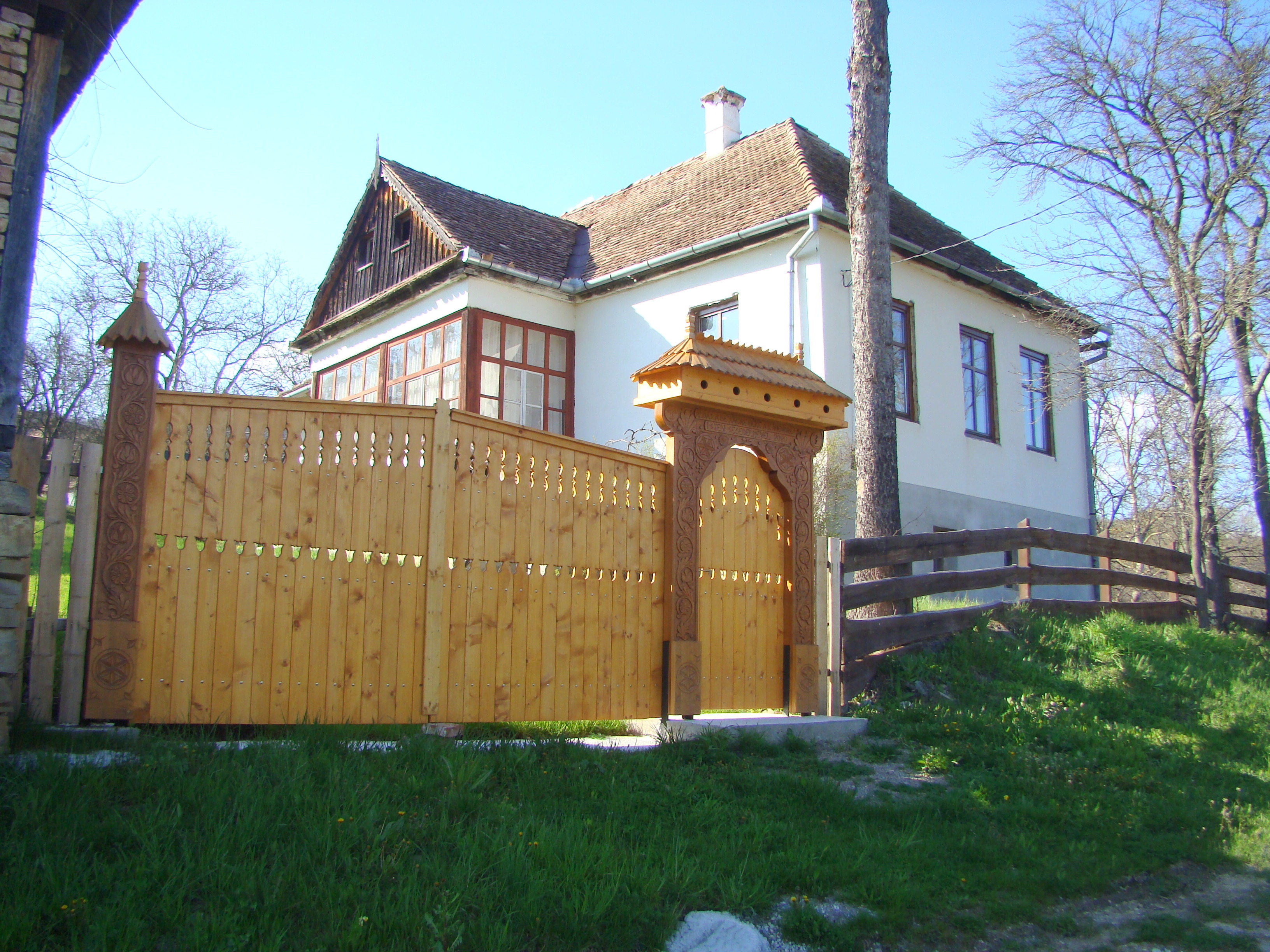
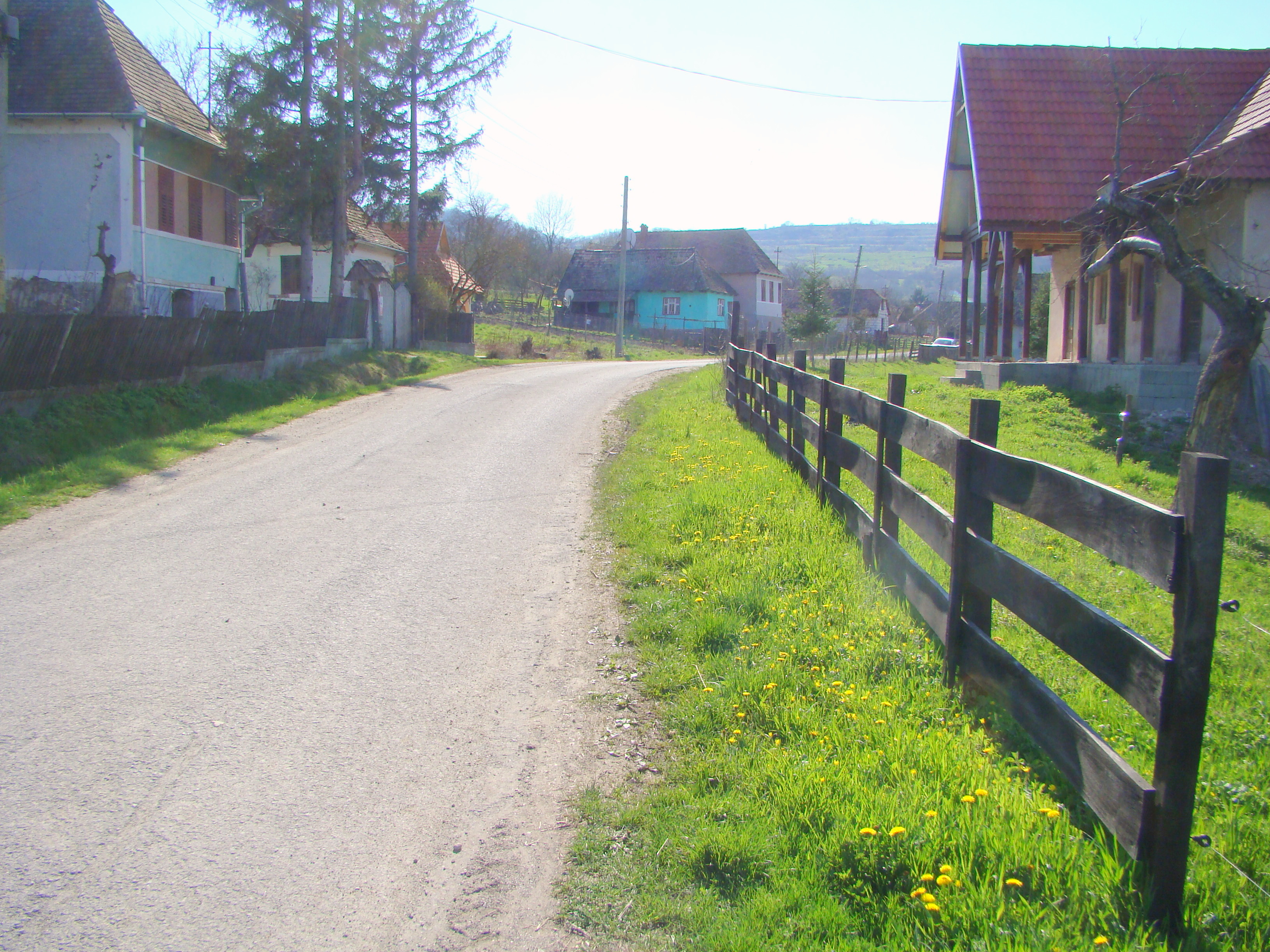
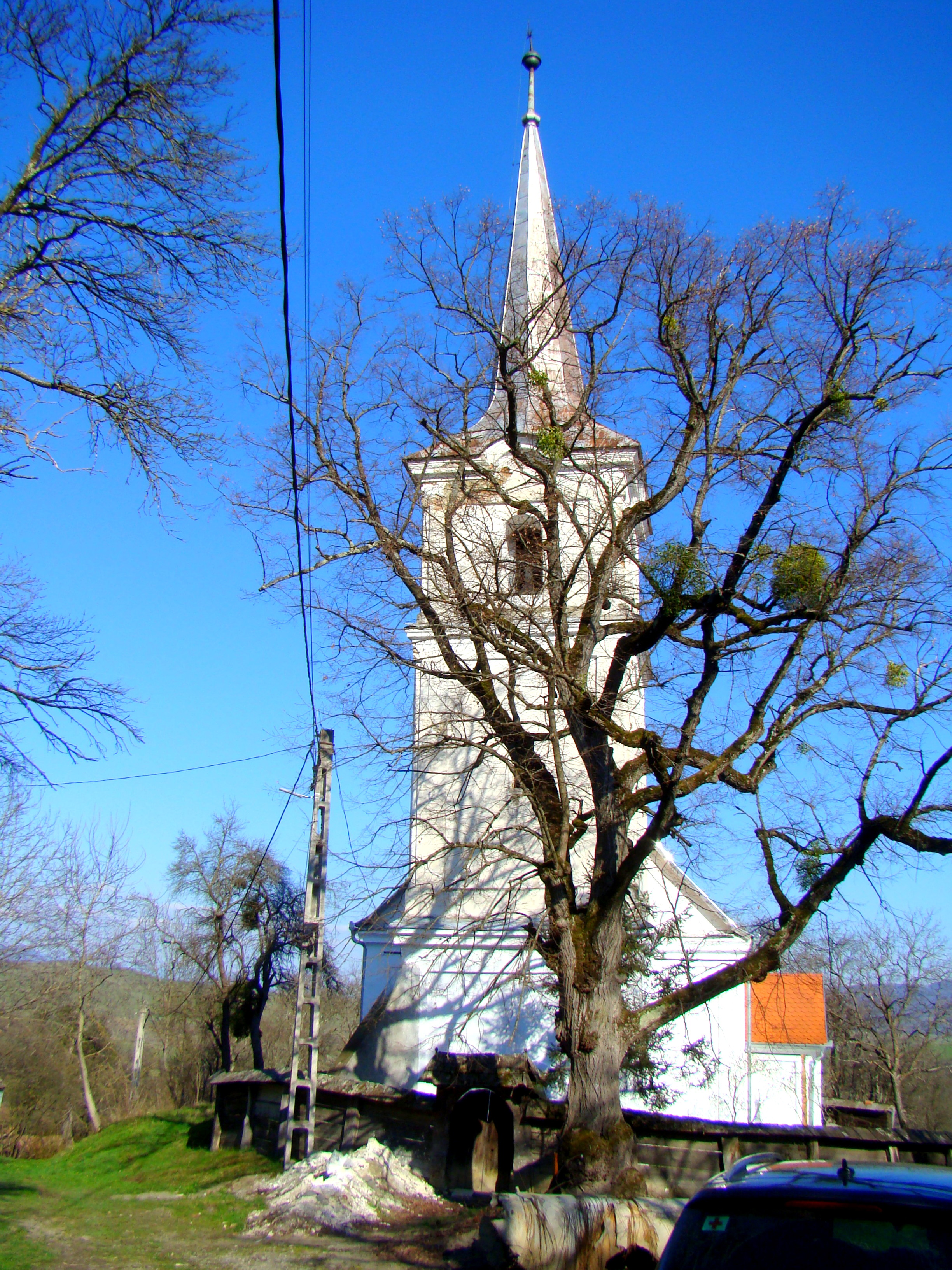
Biserica unitariană (monument istoric)
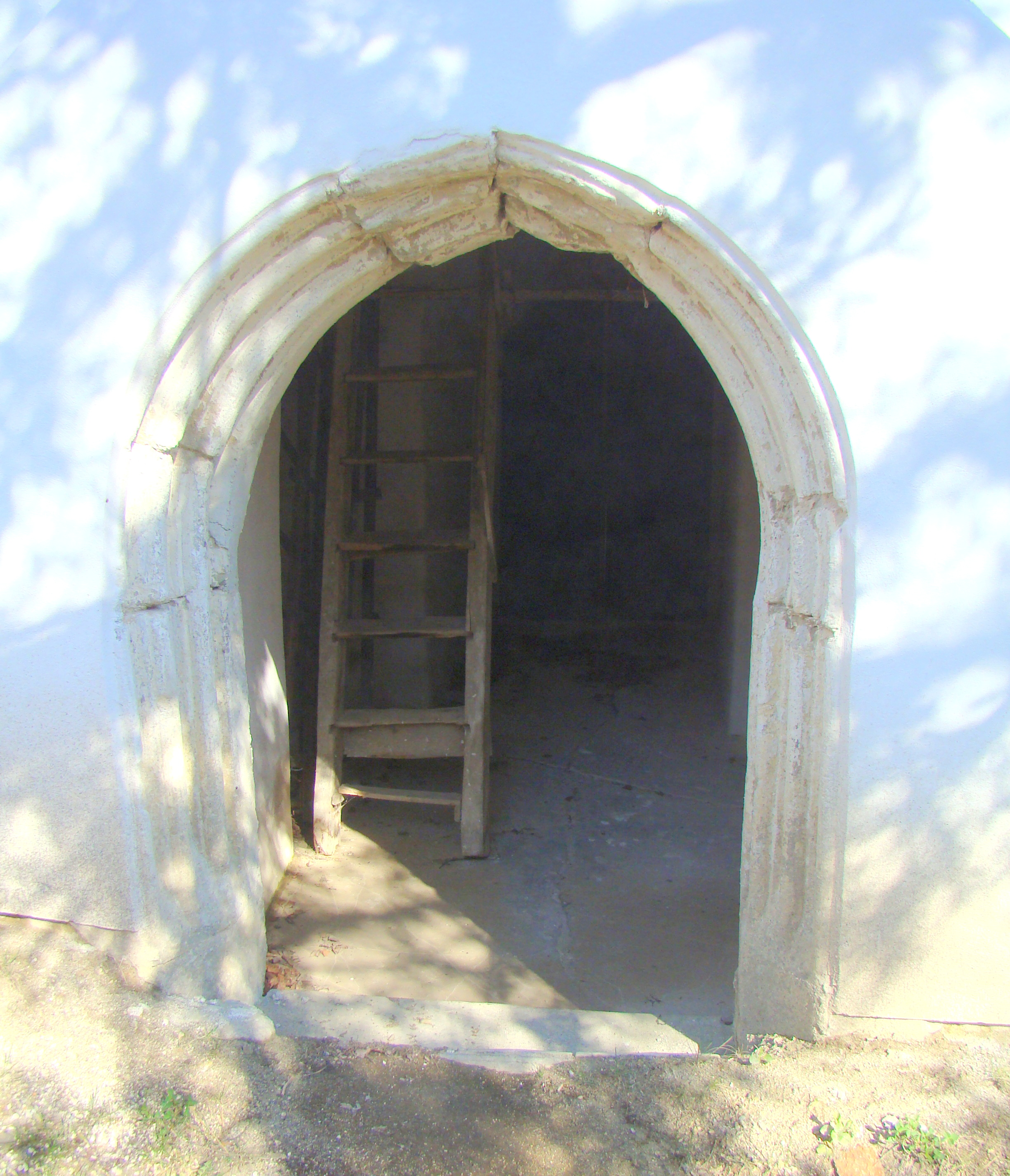
Portalul gotic (latura de vest)
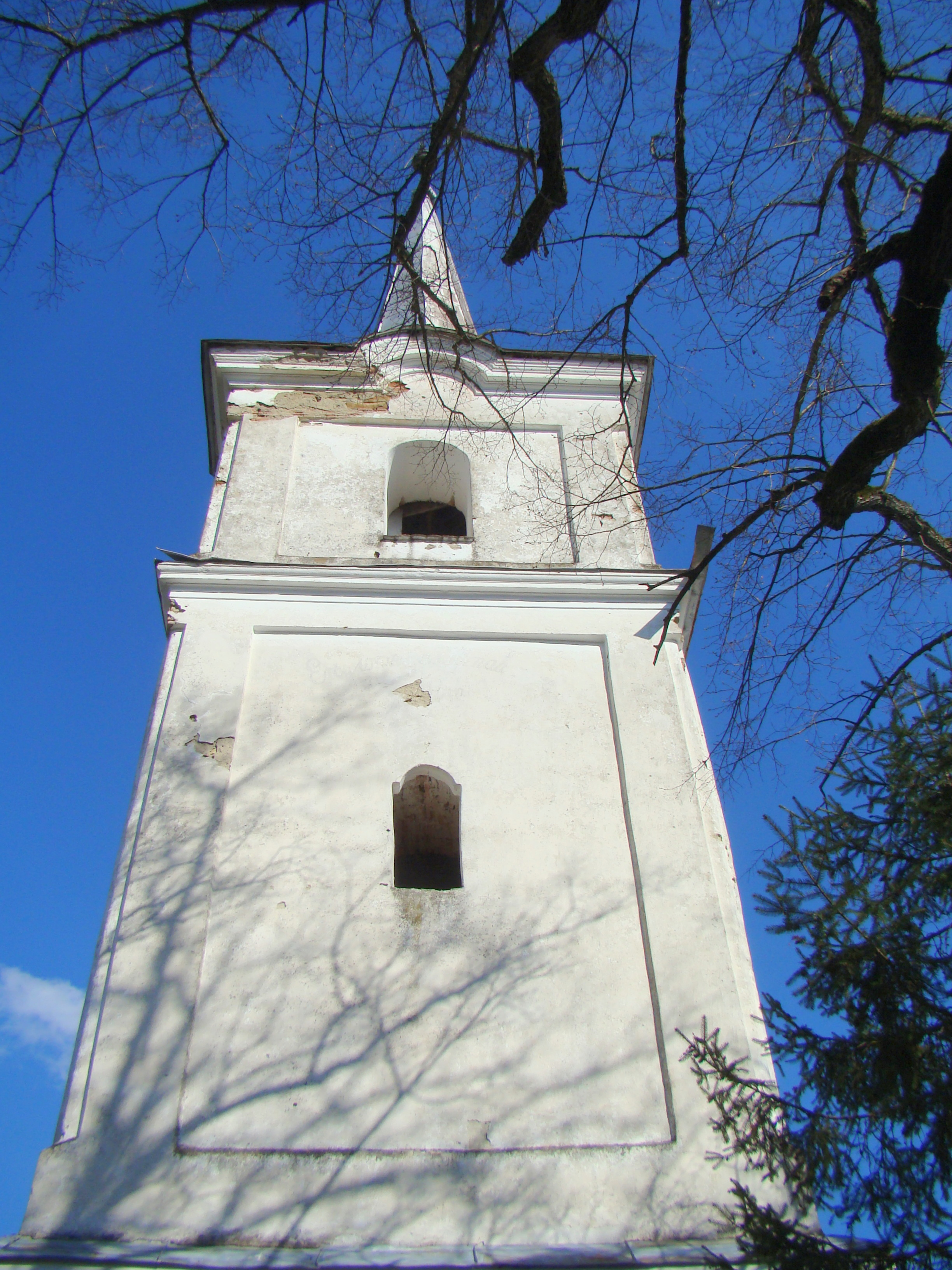
Turnul
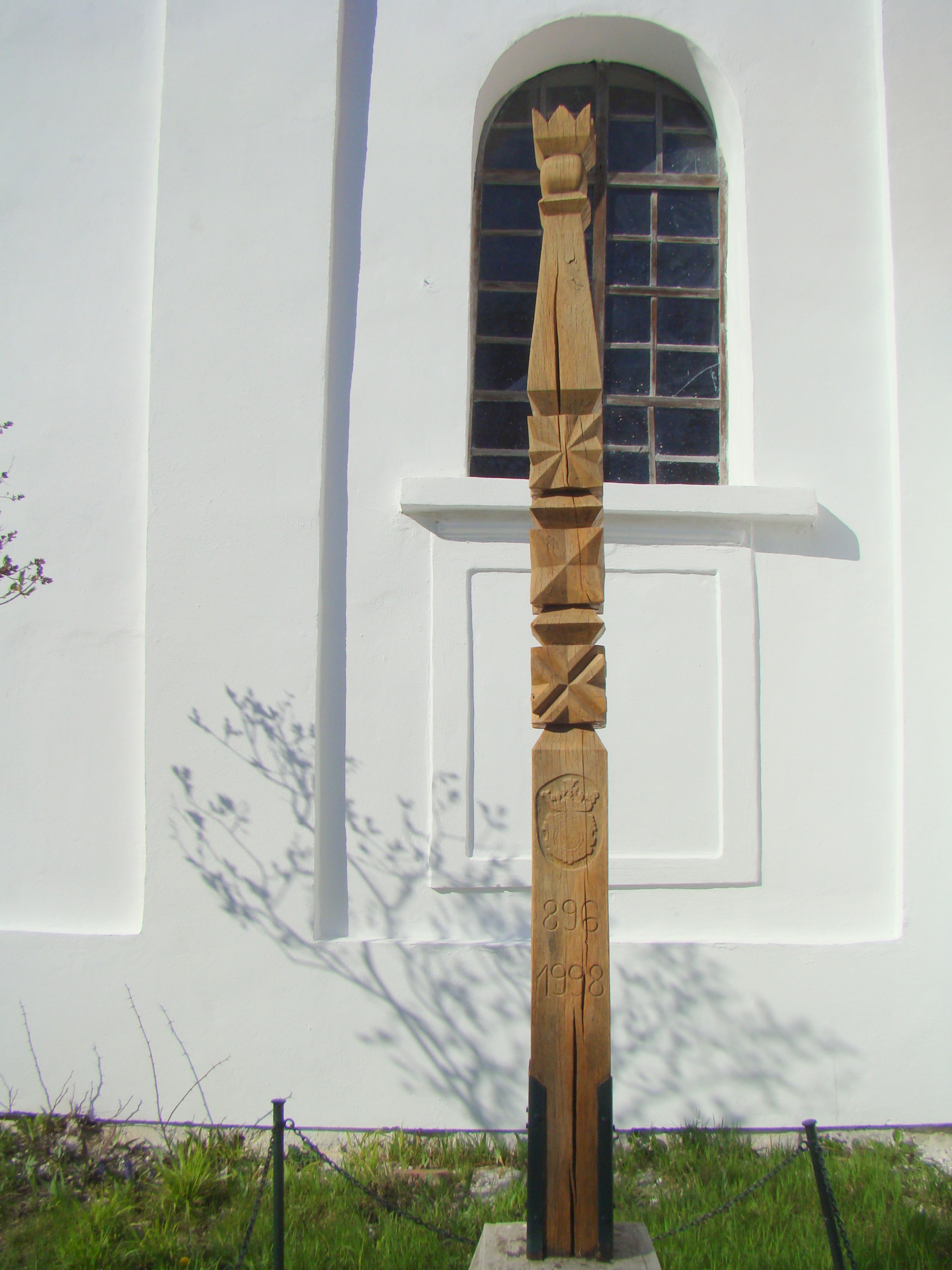
Kopjafa
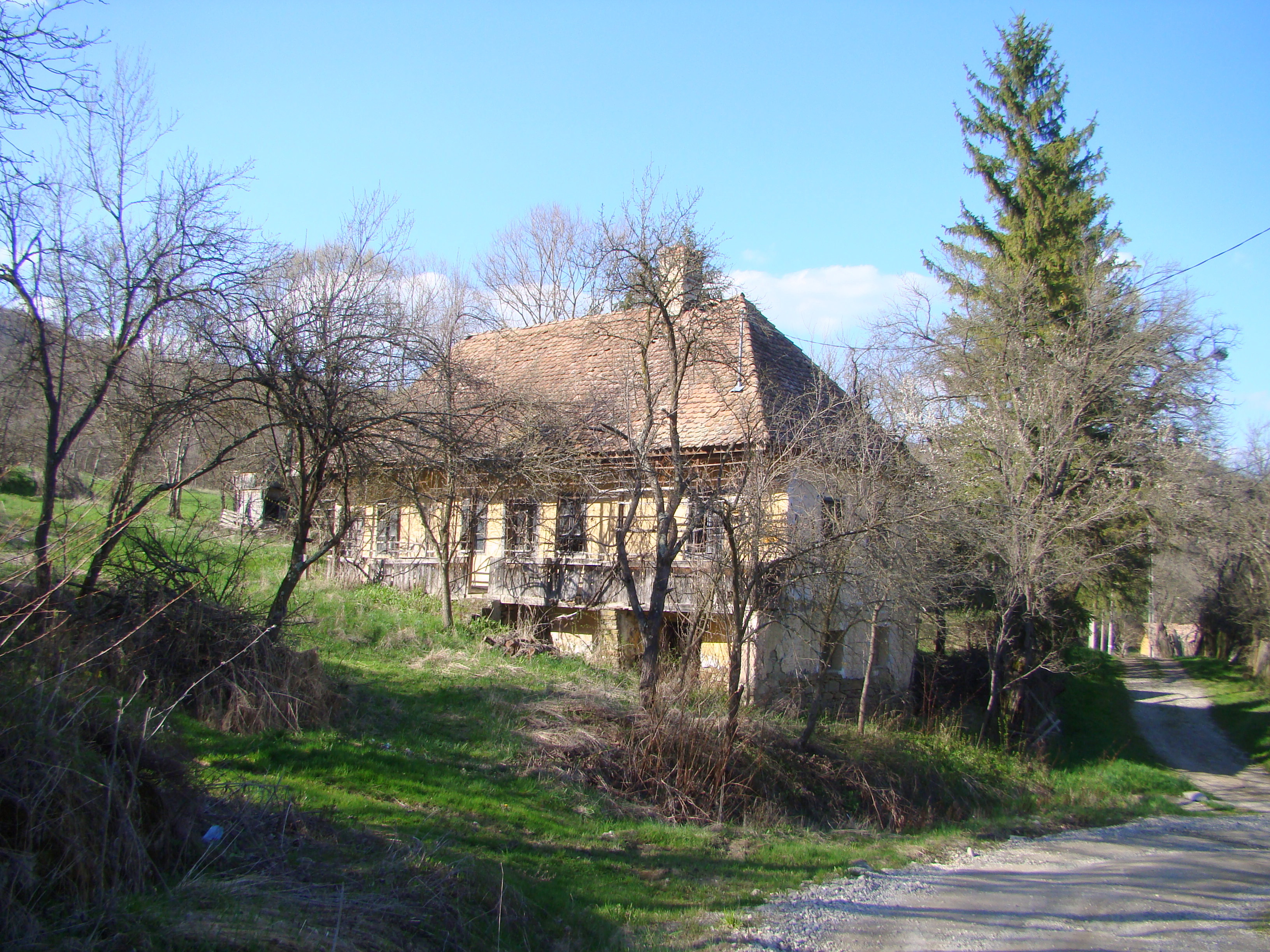
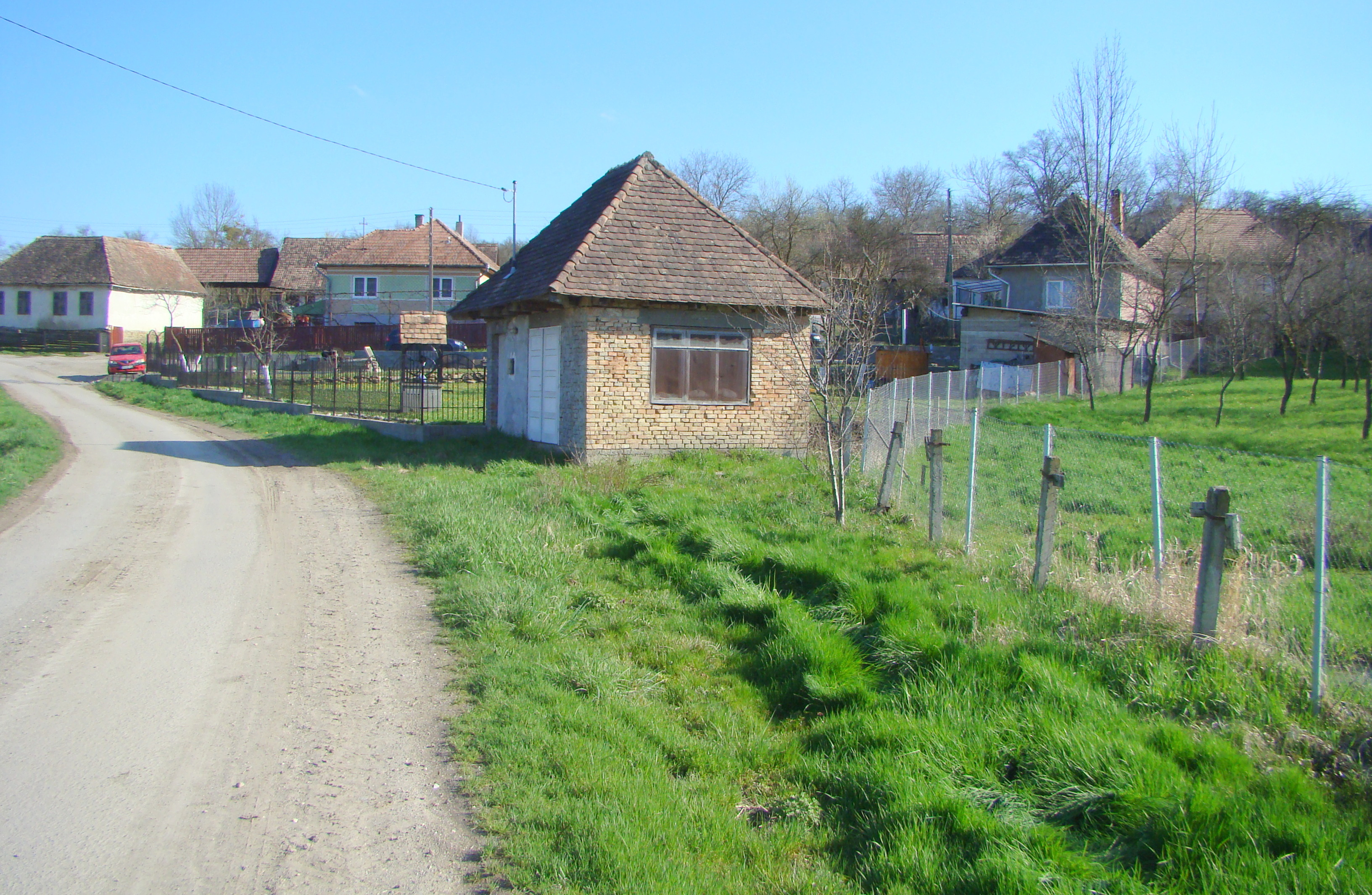

 Acest articol despre o localitate din județul Harghita este deocamdată un ciot. Puteți ajuta Wikipedia prin completarea lui.